# Vinkeltetra
Vinkeltetra (Thayeria boehlkei) är en fiskart som beskrevs av Weitzman, 1957. Vinkeltetra ingår i släktet Thayeria och familjen Characidae. Inga underarter finns listade i Catalogue of Life.
Denna fisk förekommer glest fördelad i flera vattendrag i centrala Brasilien.
Fler exemplar fångas och hölls i akvarium. Hela populationen är stor. IUCN kategoriserar arten globalt som livskraftig.